# Natalija Sajko
Natalija Pietrowna Sajko (ros. Ната́лия Петро́вна Сайко́; ur. 12 stycznia 1948 w Tallinnie) – radziecka aktorka filmowa i teatralna.
Aktorka Teatru na Tagance. Ukończyła Studium Teatralne im. Borisa Szczukina. Zasłużona Artystka RFSRR.

## Wybrana filmografia
- 1973: Przygody Hucka Finna[1]
- 1978: Jesienne dzwony jako służąca Czernawka[2]
- 1979: Starszyna[3]
- 1982: Głos[3]
- 1983: Letarg[3]